# Tatobity
Tatobity é uma comuna checa localizada na região de Liberec, distrito de Semily.